# 多刺毛貝綿蟹
多刺毛貝綿蟹（学名：Hirsutodynomene spinosa），又名
刺贝绵蟹或
多刺贝绵蟹，
為綿蟹總科贝绵蟹科贝绵蟹亚科毛貝綿蟹屬 
下的一个种。原屬貝綿蟹屬。
本物種亦是Hirsutodynomene屬的模式種。

## 分佈
分布於奎提维岛以及中国大陆的西沙群岛等地，生活环境为海水，一般栖息于珊瑚礁浅水中。

## 外部連結
- 維基物種上的相關：多刺毛貝綿蟹